# Sant Martí de la Vansa
Sant Martí de la Vansa és una església situada a Sorribes de la Vansa, al municipi de La Vansa i Fórnols, a l'Alt Urgell. Forma part de l'Inventari del Patrimoni Arquitectònic de Catalunya.

## Descripció
Edifici religiós d'una nau rectangular, coberta amb volta de canó lleugerament apuntada. Construcció arrebossada que no permet veure el parament. Porta adovellada al frontis. Torre campanar de planta quadrada.

## Història
La població de Sorribes és esmentada a l'acta de consagració de la Seu d'Urgell de l'any 839.